# Jean Rhem
Jean Rhem est un homme politique français né le 23 février 1770 à Strasbourg et décédé à une date inconnue.

## Biographie
Jean Rhem naît à Strasbourg le 23 février 1770 dans le royaume de France sous le règne du roi Louis XV.
Négociant à Orléans, conseiller municipal, il est député du Loiret du 11 mai 1815 au 13 juillet 1815, pendant les Cent-Jours.